# Canottaggio ai Giochi della XIX Olimpiade - Singolo maschile
La competizione del singolo maschile dei Giochi della XIX Olimpiade si è svolta nei giorni dal 13 al 19 ottobre 1968 nella Pista Olímpica de Remo y Canotaje Virgilio Uribe del Canal de Cuemanco, Città del Messico. 

## Programma
| Data            | Round        | Note                                               |
| --------------- | ------------ | -------------------------------------------------- |
| 13 ottobre 1968 | 3 Batterie   | I primi due in semifinale. I restanti ai recuperi. |
| 15 ottobre 1968 | 2 Recuperi   | I primi tre in semifinale.                         |
| 17 ottobre 1968 | 2 Semifinali | I primi tre in Finale A. I restanti in finale B.   |
| 18 ottobre 1968 | Finale B     |                                                    |
| 19 ottobre 1968 | Finale A     |                                                    |

## Risultati

### Batterie
| Pos. | Atleta           | Nazione        | Totale  | Nota |
| ---- | ---------------- | -------------- | ------- | ---- |
| 1    | Jochen Meißner   | Germania Ovest | 7'45"80 | Q    |
| 2    | Alberto Demiddi  | Argentina      | 7'49"78 | Q    |
| 3    | Manfred Krausbar | Austria        | 7'55"70 |      |
| 4    | Václav Kozák     | Cecoslovacchia | 7'59"93 |      |
| 5    | Zdzisław Bromek  | Polonia        | 8'06"61 |      |
| 6    | Tsugio Ito       | Giappone       | 8'10"00 |      |

| Pos. | Atleta             | Nazione          | Totale  | Nota |
| ---- | ------------------ | ---------------- | ------- | ---- |
| 1    | Niels Henry Secher | Danimarca        | 7'51"45 | Q    |
| 2    | Roger Jackson      | Canada           | 7'55"88 | Q    |
| 3    | Viktor Melnikov    | Unione Sovietica | 8'03"29 |      |
| 4    | Eugen Petrache     | Romania          | 8'05"33 |      |
| 5    | Hans Ruckstuhl     | Svizzera         | 8'08"90 |      |
| 6    | Heriberto Martínez | Cuba             | 8'14"20 |      |

| Pos. | Atleta            | Nazione       | Totale  | Nota |
| ---- | ----------------- | ------------- | ------- | ---- |
| 1    | Jan Wienese       | Paesi Bassi   | 7'44"92 | Q    |
| 2    | Achim Hill        | Germania Est  | 7'47"23 | Q    |
| 3    | John Van Blom     | Stati Uniti   | 7'54"79 |      |
| 4    | Kenneth Dwan      | Gran Bretagna | 8'03"95 |      |
| 5    | Claude Dehombreux | Belgio        | 8'19"41 |      |

### Recuperi
| Pos. | Atleta             | Nazione     | Totale  | Nota |
| ---- | ------------------ | ----------- | ------- | ---- |
| 1    | John Van Blom      | Stati Uniti | 7'43"00 | Q    |
| 2    | Manfred Krausbar   | Austria     | 7'46"65 | Q    |
| 3    | Zdzisław Bromek    | Polonia     | 7'48"68 | Q    |
| 4    | Claude Dehombreux  | Belgio      | 7'54"98 |      |
| 5    | Eugen Petrache     | Romania     | 8'02"94 |      |
| 6    | Heriberto Martínez | Cuba        | 8'20"92 |      |

| Pos. | Atleta          | Nazione          | Totale  | Nota |
| ---- | --------------- | ---------------- | ------- | ---- |
| 1    | Kenneth Dwan    | Gran Bretagna    | 7'41"98 | Q    |
| 2    | Viktor Melnikov | Unione Sovietica | 7'46"86 | Q    |
| 3    | Václav Kozák    | Cecoslovacchia   | 7'49"93 | Q    |
| 4    | Tsugio Ito      | Giappone         | 7'58"08 |      |
|      | Hans Ruckstuhl  | Svizzera         |         | NP   |

### Semifinali
| Pos. | Atleta             | Nazione        | Totale  | Nota |
| ---- | ------------------ | -------------- | ------- | ---- |
| 1    | Achim Hill         | Germania Est   | 7'48"56 | Q    |
| 2    | Jochen Meißner     | Germania Ovest | 7'51"26 | Q    |
| 3    | Kenneth Dwan       | Gran Bretagna  | 7'55"90 | Q    |
| 4    | Václav Kozák       | Cecoslovacchia | 8'01"81 |      |
| 5    | Niels Henry Secher | Danimarca      | 8'17"64 |      |
| 6    | Manfred Krausbar   | Austria        | 8'19"41 |      |

| Pos. | Atleta          | Nazione          | Totale  | Nota |
| ---- | --------------- | ---------------- | ------- | ---- |
| 1    | Jan Wienese     | Paesi Bassi      | 7'45"48 | Q    |
| 2    | Alberto Demiddi | Argentina        | 7'47"98 | Q    |
| 3    | John Van Blom   | Stati Uniti      | 7'49"85 | Q    |
| 4    | Viktor Melnikov | Unione Sovietica | 7'50"30 |      |
| 5    | Roger Jackson   | Canada           | 8'10"64 |      |
| 6    | Zdzisław Bromek | Polonia          | 8'13"92 |      |

### Finale B
| Pos. | Atleta             | Nazione          | Totale  | Nota |
| ---- | ------------------ | ---------------- | ------- | ---- |
| 7    | Zdzisław Bromek    | Polonia          | 7'38"88 |      |
| 8    | Niels Henry Secher | Danimarca        | 7'43"47 |      |
| 9    | Václav Kozák       | Cecoslovacchia   | 7'45"81 |      |
| 10   | Manfred Krausbar   | Austria          | 7'46"19 |      |
| 11   | Roger Jackson      | Canada           | 7'48"05 |      |
| -    | Viktor Melnikov    | Unione Sovietica |         | NP   |

### Finale A
| Pos.    | Atleta          | Nazione        | Totale  | Nota |
| ------- | --------------- | -------------- | ------- | ---- |
| Oro     | Jan Wienese     | Paesi Bassi    | 7'47"80 |      |
| Argento | Jochen Meißner  | Germania Ovest | 7'52"00 |      |
| Bronzo  | Alberto Demiddi | Argentina      | 7'57"19 |      |
| 4       | John Van Blom   | Stati Uniti    | 8'00"51 |      |
| 5       | Achim Hill      | Germania Est   | 8'06"09 |      |
| 6       | Kenneth Dwan    | Gran Bretagna  | 8'13"76 |      |